# Walter Hauser (Schriftsteller)
Walter Hauser (* 11. Juni 1957 in Glarus; † 19. September 2022 in Weesen) war ein Schweizer Schriftsteller, Journalist und Jurist.

## Leben und Werk
Walter Hauser wurde 1957 geboren und wuchs im Kanton Glarus auf. Er studierte Rechtswissenschaft und promovierte zum Dr. iur. an der Universität Zürich. Ab 1985 war Hauser als Journalist und Redaktor für verschiedene Schweizer Zeitungen tätig, darunter «SonntagsZeitung» und «SonntagsBlick». Von 1987 bis 1992 war Hauser Mitglied des Glarner Kantonsgerichtes. Ab 1995 veröffentlichte er mehrere Bücher, basierend auf rechtshistorischen Recherchen.
In Bitterkeit und Tränen beschrieb Hauser die Hintergründe der glarnerischen Massenauswanderung nach Amerika im 19. Jahrhundert. Kanton und Gemeinden unterstützten den Wegzug verarmter Familien, um sich der Fürsorgekosten zu entledigen. Besonders tragisch war der Fall des 18-jährigen heimatlosen Samuel Fässler, dessen Schicksal Hauser aufgrund seiner Recherchen detailliert schilderte. Der jugendliche Obstdieb aus dem glarnerischen Mühlehorn wurde nach jahrelangem Gefängnisaufenthalt im Jahr 1851 nach New York abgeschoben, wo sich seine Spuren für immer verloren.
In seinem Buch «Der Justizmord an Anna Göldi» (Limmat Verlag, Zürich 2007) veröffentlichte Hauser als Erster das Stammbuch von Heinrich Ludwig Lehmann (1754–1828), das er 2006 bei seinen Recherchen gemeinsam mit heute lebenden Verwandten Lehmanns in Deutschland gefunden hatte. Im Stammbuch, einer Art Reisetagebuch, haben sich die Hauptfiguren des Anna-Göldi-Prozesses handschriftlich eingetragen, darunter auch Gerichtsschreiber Johann Melchior Kubli (1750–1835). Das Stammbuch erbrachte den Beweis, dass Melchior Kubli dem Journalisten Lehmann in Glarus geheime Dokumente des Göldi-Prozesses ausgehändigt hatte. Durch diese Indiskretion wurde der «Hexenprozess» trotz strengster Pressezensur schon wenige Monate nach der Hinrichtung von Anna Göldi publik und löste europaweit eine Welle der Empörung aus. Damit geriet der Fall Göldi zu einem der ersten Medienereignisse und zu einem der ersten Fälle von «Whistleblowing» auf dem Kontinent. Mit dem Buch «Der Justizmord an Anna Göldi», in welchem er die Rehabilitierung der letzten Hexe forderte, gelang Hauser ein schweizerischer Bestseller.
Der Glarner Jurist und Publizist war die treibende Kraft bei der vom Glarner Landrat, dem glarnerischen Kantonsparlament, im Jahr 2008 beschlossenen Rehabilitierung von Anna Göldi. Als Gründungsmitglied und Präsident war Hauser im Stiftungsrat der Anna-Göldi-Stiftung aktiv, die sich gegen Justizwillkür und für die Wahrung der Menschenrechte einsetzt. Die von ihm geleitete Anna Göldi Stiftung eröffnete 2017 in Glarus-Ennenda das Anna Göldi Museum, das seither zu den bedeutendsten kulturellen Sehenswürdigkeiten der Region gehört und heute landesweit als Vorzeigemodell gilt für eine lebendige Erinnerungskultur.
Hausers Sachbuch über den Hexenprozess erschien in zwei weiteren aktualisierten Ausgaben, im Jahr 2013 unter dem Titel «Anna Göldi – Hinrichtung und Rehabilitierung» und im Jahr 2021 unter dem Titel «Anna Göldi – geliebt, verteufelt, enthauptet. Der letzte Hexenprozess und die Entdämonisierung der Frau». In seinem neusten Werk von 2021 fasste er aufgrund seiner rund 20-jährigen Recherchetätigkeit zum Göldi-Prozess seine neu gewonnenen Erkenntnisse zusammen und setzte auch ganz neue inhaltliche Schwerpunkte. Erstmals brachte er darin den Hexenprozess gegen Anna Göldi mit dem Teufelsglauben in Verbindung, den der in Chur geweihte Priester und Exorzist Johann Joseph Gassner (1727–1779) noch am Ende der Aufklärung im ganzen deutschen Sprachraum entfacht hatte. Hauser zeigte Parallelen auf zwischen den letzten Hexenprozessen im christlichen Europa, 1775 im süddeutschen Kempten, 1779 in Tinizong GR und 1782 in Glarus, die vom neu entflammten Teufelsglauben stark inspiriert waren. Der Autor ordnete die Hexenprozesse als von Staat und Kirche organisierte Justizmorde ein, die sich systematisch gegen Frauen richteten, also Femizide waren. Bis zum Ende des 18. Jahrhunderts wurden Frauen im christlichen Europa, wie das Buch von Hauser aufzeigt, kriminalisiert und dämonisiert, als natürliche Verbündete des Teufels angesehen. Aufgrund des Stammbuches des deutschen Journalisten Heinrich Ludwig Lehmann, das seit dem Jahr 2020 im Besitz der Anna Göldi Stiftung in Glarus ist, schilderte Hauser detailliert Lehmanns Flucht, der wegen seiner Publikation über den Hexenprozess von 1782 von den glarnerischen Behörden steckbrieflich gesucht wurde und dem als «Landesverräter» die Todesstrafe drohte. Dasselbe galt für den damals noch unbekannten heimlichen Informanten Johann Melchior Kubli, der in seinem späteren Leben noch politische Karriere machte und nach seinem Umzug nach Quinten SG zum Regierungsrat des jungen Kantons St. Gallen aufstieg. Wie Hauser in seinem Buch «Anna Göldi – geliebt verteufelt enthauptet» schrieb, gehörten sowohl Lehmann als Kubli, beide in einer Zeit des politischen Umbruchs überzeugte Demokraten, zu den Pionieren der schweizerischen Pressefreiheit.
Bei den Recherchen zu dem 2011 publizierten Buch zum Brand von Glarus 1861 stiess Hauser auf neue Dokumente, die darauf hindeuten, dass der Brand von zwei Jugendlichen gelegt wurde.
In seinem 2018 veröffentlichten Buch «Hoffen auf Aufklärung» befasste sich Hauser unter anderem intensiv mit dem bis heute ungelösten «Kristallhöhlenmord» in Oberriet SG, bei dem 1982 zwei Goldacher Mädchen auf mysteriöse Weise getötet wurden. Darin plädierte Hauser für die Abschaffung der Verjährung bei schweren Verbrechen. Viele Jahre nach der Tat seien nicht Bestrafung oder Vergeltung das Ziel strafrechtlicher Ermittlung, sondern das Bedürfnis nach Aufklärung und Wahrheitsfindung, begründet der Autor seine Forderung. Hausers Buch hatte wesentlichen Anteil daran, dass die St. Gallische Standesinitiative für die Abschaffung der Verjährung bei Kapitalverbrechen zustande kam und zurzeit im Bundesparlament behandelt wird.
Hauser lebte zuletzt in Weesen. Er starb im September 2022 im Alter von 65 Jahren.

## Auszeichnungen
- 1992 Swiss Press Award in Bern
- 2019 Premio Culturale Internazionale Cartagine in Rom[6]
- 2020 Kulturpreis Glarus Nord[7][8]

## Werke
- Bitterkeit und Tränen: Szenen der Auswanderung aus dem Tal der Linth und Ausschaffung des heimatlosen Samuel Fässler nach Amerika. Limmat Verlag, Zürich 1995, ISBN 3-85791-268-5.
- Im Zweifel gegen die Frau: Mordprozesse in der Schweiz. Limmat Verlag, Zürich 1997, ISBN 3-85791-289-8.
- Auswanderung ins Glück: Die Lebensgeschichte der Kathrin Engler. Limmat Verlag, Zürich 2002, ISBN 3-85791-415-7; leicht gekürzt: Reader’s Digest, Reihe Im Spiegel der Zeit. Verlag Das Beste, Stuttgart 2005, S. 463–521, mit zahlr. Abb.
- Der Justizmord an Anna Göldi: Neue Recherchen zum letzten Hexenprozess in Europa. Limmat Verlag, Zürich 2007, ISBN 978-3-85791-525-3; erweiterte Neuausgabe: Anna Göldi – Hinrichtung und Rehabilitierung. Mit einem Beitrag von Kathrin Utz Tremp. Limmat Verlag, Zürich 2013, ISBN 978-3-85791-714-1.
- Stadt in Flammen: Der Brand von Glarus im Jahr 1861. Limmat Verlag, Zürich 2011, ISBN 978-3-85791-630-4.
- Der Hexenprozess gegen Anna Göldi in der Beurteilung der Zeitgenossen. In: Späte Hexenprozesse – Der Umgang der Aufklärung mit dem Irrationalen (= Hexenforschung. Band 14). Verlag für Regionalgeschichte, Bielefeld 2016, ISBN 978-3-89534-904-1, S. 123 ff.
- Hoffen auf Aufklärung – Ungelöste Morde in der Schweiz zwischen Verfolgung und Verjährung. Limmat Verlag, Zürich 2018, ISBN 978-3-85791-862-9.
- Anna Göldi – geliebt, verteufelt, enthauptet. Der letzte Hexenprozess und die Entdämonisierung der Frau. Limmat Verlag, Zürich 2021, ISBN 978-3-03926-025-6.[9]